# Bernhard Koch (Schriftsteller)
Bernhard Koch (* 1962 in Hemmoor, Niedersachsen) ist ein deutscher Journalist, Filmemacher und niederdeutscher Autor.

## Leben
Bernhard Koch wuchs in Wohlenbeck, wo er das Plattdeutsche von seinen Großeltern erlernte, auf und besuchte das Gymnasium Warstade in Hemmoor. Nach dem Abitur absolvierte er zunächst in Otterndorf und Stade seinen Zivildienst. Anschließend studierte er an der Universität Hamburg Volkswirtschaftslehre, Ostslavistik und Skandinavistik.
Nach dem Studium arbeitete Koch als Autor, freier Journalist und Filmemacher, unter anderem für den NDR, für dessen Talkshow Talk op Platt er bereits von 1996 bis 1999 weit über 100 Einspielfilme erstellte Heute ist er dort als Radiomoderator für das plattdeutsche Magazin Düt un dat op Platt tätig und ist Übersetzer und Sprecher der Nachrichten op Platt.
Nebenbei war Koch von 2005 bis 2015 Herausgeber der niederdeutschen Zeitschrift Dat Blatt op Platt.
Bernhard Koch lebt in Halstenbek.

## Werke
- Steernkinner un stumme Vogels, Hinstorff Verlag, Rostock 1997, ISBN 978-3-356-00745-9
- Dat groote Smuusterbook, Hrsg. Hartmut Cyriacks und Peter Nissen, Quickborn-Verlag, Hamburg 2000, ISBN 3-87651-229-8
- Wiehnachten steiht vör de Dör!, Hrsg.: Andrea May und Michael Jung, Verlag Michael Jung, Autoren: Ines Barber, Udo Bielenberg, Anneliese Braasch, Ulli Brüchmann, Lotte Brügmann-Eberhardt, Heiko Gauert, Günter Harte, Bernhard Koch, Kerstin Kromminga, Ernst-Otto Schlöpke, Wolfgang Sieg, Ilse-Marie Voges, Jasper Vogt,  Falko Weerts und Walter Zelinski, Verlag Michael Jung, Kiel 2004, ISBN 3-89882-038-6
- Se hett mi küsst! - un anner Geschichten op Platt, Mohland Verlag, Goldebek 2006, ISBN 978-3-86675-000-5.